# 米子市立淀江小学校
米子市立淀江小学校（よなごしりつ よどえしょうがっこう）は、鳥取県米子市淀江町西原にある公立小学校。

## 沿革
- 1873年（明治6年） - 淀江、宇田川、大和地区にそれぞれ小学校を設置。
- 1969年（昭和44年）4月1日 - 宇田川小学校、大和小学校を統合し、淀江第二小学校となる。
- 1969年（昭和44年）5月1日 - 淀江第二小学校、淀江第一小学校を統合し、淀江町立淀江小学校となる。
- 2005年（平成17年）3月31日 - 淀江町が米子市（第1次）と新設合併して米子市（第2次）となり、米子市立淀江小学校と改称。

## 通学区域
- 米子市淀江町全域（旧西伯郡淀江町）

## 進学先中学校
- 米子市立淀江中学校 - 小中同一校区

## その他
- テレビ番組『ラッテの時間』（BSSテレビ）毎週月曜19:55 - 20:00放映中（鳥取・島根地区） - 校内でロケが行われ、ラッテフレンズによるラッテちゃんダンスが披露されている。